# Ла-Порте-Сіті (Айова)
Ла-Порте-Сіті (англ. La Porte City) — місто (англ. city) в США, в окрузі Блек-Гок штату Айова. Населення — 2284 особи (2020).

## Географія
Ла-Порте-Сіті розташована за координатами 42°18′50″ пн. ш. 92°11′27″ зх. д. / 42.31389° пн. ш. 92.19083° зх. д. (42.313759, -92.190878).  За даними Бюро перепису населення США в 2010 році місто мало площу 6,78 км², з яких 6,61 км² — суходіл та 0,17 км² — водойми.

## Демографія
Згідно з переписом 2010 року, у місті мешкало 2285 осіб у 915 домогосподарствах у складі 601 родини. Густота населення становила 337 осіб/км².  Було 996 помешкань (147/км²).
Расовий склад населення:
| - 97,8 % — білих - 0,8 % — чорних або афроамериканців - 0,2 % — азіатів - 0,1 % — корінних американців |

До двох чи більше рас належало 1,0 %. Частка іспаномовних становила 1,0 % від усіх жителів.
За віковим діапазоном населення розподілялося таким чином: 27,0 % — особи молодші 18 років, 54,7 % — особи у віці 18—64 років, 18,3 % — особи у віці 65 років та старші. Медіана віку мешканця становила 39,6 року. На 100 осіб жіночої статі у місті припадало 88,7 чоловіків;  на 100 жінок у віці від 18 років та старших — 84,8 чоловіків також старших 18 років.
Середній дохід на одне домашнє господарство  становив 61 116 доларів США (медіана — 50 281), а середній дохід на одну сім'ю — 67 708 доларів (медіана — 70 250). Медіана доходів становила 45 694 долари для чоловіків та 33 958 доларів для жінок. За межею бідності перебувало 12,7 % осіб, у тому числі 16,9 % дітей у віці до 18 років та 11,8 % осіб у віці 65 років та старших.
Цивільне працевлаштоване населення становило 1124 особи. Основні галузі зайнятості: освіта, охорона здоров'я та соціальна допомога — 25,3 %, виробництво — 19,2 %, транспорт — 9,5 %, роздрібна торгівля — 9,2 %.